# Chiesa di Santa Maria delle Grazie (Mendrisio)
La chiesa di Santa Maria delle Grazie è un edificio religioso costruito nel XIII secolo a Mendrisio.

## Storia
La prima menzione dell'edificio, all'epoca semplice cappella dell'ospizio di San Giovanni Battista, risale al 1268: della costruzione romanica del XIII secolo, tuttavia, rimangono poche tracce dopo le modifiche che fra il 1658 e il 1659 la trasformarono in una chiesa barocca. A partire dal 1477 la chiesa passò nelle disponibilità dei Servi di Maria.

## Descrizione
Situato nei pressi di quella che un tempo costituiva una delle porte di accesso al borgo di Mendrisio, l'oratorio conserva affreschi e stucchi in stile barocco, oltre a un dipinto mariano della metà del XIV secolo che funge da pala d'altare, opera attribuita a Giovanni da Milano.